# Грамматика курманджи
Морфология курманджи́ сильно отличается от морфологии других курдских диалектов. В курманджи сохранено спряжение имён, категория рода.

## Местоимение

### Личные
Личные местоимения изменяются по падежам. В качестве притяжательных используются изафет с косвенным падежом местоимений и местоименные энклитики (краткие местоимения).
| Число | Един. | Един.  | Един.           | Един.  | Множ.  | Множ.  | Множ.  | Множ.     |
| Падеж | Прям. | Прям.  | Косв.           | Косв.  | Прям.. | Прям.. | Косв.  | Косв.     |
| ----- | ----- | ------ | --------------- | ------ | ------ | ------ | ------ | --------- |
|       | полн. | кратк. | полн.           | кратк. | полн.  | кратк. | полн.  | кратк.    |
| 1     | Ez    | -(i)m  | Min             | -(i)m  | Em     | -(i)n  | (ê)Me  | -man/(i)n |
| 2     | Tu    | -î     | Te              | (i)t/u | Hun    | (i)n   | (ê)We  | -tan/u    |
| 3     | Ew    | -e     | Wê (Ж.) Wî (М.) | î/y    | Ew     | (i)n   | (e)Wan | -yan      |

### Указательные
Указательные местоимения употребляются вокруг имени. В таблице ниже в скобках приведены фаультативные элементы, на месте многоточия — имя.
| Падеж        | Ед. прям. | Мн. прям.        | Ед. косв. | Ед. косв. | Мн. косв.   |
| ------------ | --------- | ---------------- | --------- | --------- | ----------- |
| Расстояние   |           |                  | М         | Ж         |             |
| близко       | ev … (e)  | evan(a) … (ane)  | vî … î    | vê … ê    | van … an(e) |
| далеко       | ew … (e)  | ewan(a) … (ane)  | wî … î    | wê … ê    | wan … an(e) |
| очень далеко | how … (e) | howan(a) … (ane) | how … e   | how … e   | how … an(e) |

### Вопросительные
К вопросительным местоимениям в курманджи относятся kî «кто», çî «что», «какой», çon (или çilon) «какой», «который», çend (çen) «сколько», çiqas «сколько», hinde «столько», kîjan (ж.р. — kîjanê\kîjanî) «который», «какой». Только последнее из них спрягается, остальные не изменяются, но могут использоваться в функции обычных имён. С расширителем изафета употребляется местоимение kê (ya kê «чья», yêd kê «чьи» и т. д.).

### Возвратные
К возвратным местоимениям в курманджи относятся xwe «сам, себя, себе, свой», hev (hevdu), yekdu (yek û du) «друг другу, один другому».

### Неопределённые
К неопределённым относятся местоимения kes «кто-то», tişt «что-то», qetkes «что-нибудь», tukes, hîçkes «кто-нибудь», qetyek «кто-нибудь», tuyek «кто-нибудь», kesek «кто-нибудь», filankes «такой-то», «кто-нибудь», filantişt «что-нибудь», tişt «вещь», yek «один» и qet «совсем», «вовсе», «совершенно», tu «разве», «ни», «нет», filan «кто-то», «что-то». Одушевлённые предметы обозначаются местоимениями tukes, filankes, kesek, qetkes. Двойное отрицание (как «никто не сделал») в курманджи недопустимо. Некоторые неопределённые местоимения (кроме qetyek, tuyek, filankes, filantişt) могут принимать показатель неопределённости -ek.

### Количественные
К количественным местоимениям относятся ewqas «столько», gelek «многие», pir, pitir «многие», а также вопросительно-количественные, перечисленные выше.

### Расширитель изафета
Для добавления к обычной двусоставной изафетной конструкции дополнительных элементов используется слово (y)ê\(y)a\(y)ên (Cumhûriyeta Kurdî ya Mehabadê «Курдская республика Мехабада», hejmareke nû ya kovarê «Новый выпуск журнала»). Расширитель согласуется с определяемым компонентом изафета.

## Имя

### Существительное
Имя существительное в курманджи обладает следующими характеристиками: определённость, число (в косвенных падежах), род (мужской и женский), падеж (прямой, косвенный, конструктный, звательный).
Род существительных не имеет особого выражения в прямом падеже. В сорани категория рода утрачена.
Падежи различаются по функциям:
- Прямой оформляет подлежащее и сказуемое в именных предложениях, субъект глагола, прямое дополнение глагола в прошедшем времени;
- Косвенный падеж оформляет прямое дополнение глагола (кроме прошедшего времени), субъект переходного глагола в прошедшем времени, имя в сочетании с предлогами, второй элемент изафета;
- Конструктный падеж оформляет первый элемент изафета;
- Звательный падеж используется при обращении.

Число имеет выражение в косвенных падежах и не зависит от рода имени.
|              | Муж. р. | Жен. р. | Мн.ч.        |
| ------------ | ------- | ------- | ------------ |
| Косвенный    | (-î)    | -ê      | -an          |
| Конструктный | -ê      | -a      | -ên/êt/êd    |
| Звательный   | -o      | -ê      | -no/-ine/-ên |

|              | Муж. р. | Жен. р. | Мн.ч.              |
| ------------ | ------- | ------- | ------------------ |
| Прямой       | -ek     | -ek     | -ek/-in            |
| Косвенный    | -ekî    | -ekê    | -ekan/-ekinan      |
| Конструктный | -ekî    | -eke    | -ekên/-ekine       |
| Звательный   | -eko    | -ekê    | -ekno/-ekine/-ekên |

### Прилагательные
Прилагательные в курманджи не изменяются. В функции определения они стоят после имени в конструктном падеже.

#### Степени сравнения
Сравнительная степень образуется суффиксом -tir: bilind «высокий» — bilindtir «выше». Объект сравнения употребляется с предлогом ji «чем, от, по сравнению с». Превосходная степень образуется либо аналитически (ji hemû mezintir «больше всех»; ji gişka bilindtir «выше всех»), либо словом herî (~"самый", напр. hevalên herî baş — лучшие друзья).

### Изафет
Изафет используется в двух вариантах: с существительными и с прилагательными. В первом случае используется комбинация существительное в конструктном падеже + существительное в косвенном падеже, во втором существительное в конструктном падеже + прилагательное. Первое имя является определяемым, второе — определением. Если нужно добавить ещё одно определение, используется расширитель изафета: Ez bi hevalên xwe yên kurd re bi Kurmancî diaxivim «Я с [друзьями своими (расш.) курдскими] на курманджи разговариваю».

## Глагол
Глагол в курманджи имеет форму инфинитива, оканчивающуюся на -in , -an , -în. Инфинитив также является именем действия (состояния) и всегда принадлежит к женскому роду.
Глагол имеет две временные основы: основу настоящего времени и основу прошедшего времени (ОНВ и ОПВ). ОПВ образуется отбрасыванием от инфинитива окончания -in (-n). ОНВ образуется различными преобразованиями корня.
От глагола можно образовать причастие прошедшего времени путём прибавления окончания -î к ОПВ.

### Глагол-связка
Глагол-связки употребляется в конце именных предложений. Ниже даны по две формы связок: после согласной и после гласной. В прошедшем времени глагол «быть» строится как все глаголы с основой на гласную (его ОПВ — bû).
| Лицо | Ед. число | Множ. число |
| ---- | --------- | ----------- |
| 1-oe | im/me     | in/ne       |
| 2-oe | î/yî      | in/ne       |
| 3-e  | e/ye      | in/ne       |

### Префиксы
Префиксация — продуктивный способ образования глаголов в курманджи. При спряжении префиксы могут отделяться от основы глагола, однако существуют неотделяемые префиксы (ni-, bi-, a-, te-). Отделяемые префиксы при спряжении отделяются от основы глагола с помощью частиц bi-, di-, а в повелительном и сослагательном наклонениях могут существовать без таких частиц.

### Отымённые глаголы
Отымённые глаголы — устойчивые сочетания имени и вспомогательного глагола, основные из которых: dan, xistin, girtin, dîtin, kişandin, ketin, bûn, kirin.

### Эргатив
В прошедших временах (в том числе перфекте, плюсквамперфекте и сослагательном наклонении) при переходных глаголах в курманджи имеет место эргативная конструкция. Она заключается в следующем: субъект (деятель) имеет форму косвенного падежа, прямое дополнение — прямого, глагол по роду и числу согласуется с дополнением. Если прямого дополнения нет, то глагол имеет форму 3-го лица ед.ч. Непереходные глаголы строят номинативную конструкцию — согласуются с субъектом, который стоит в прямом падеже.

### Спряжение
При спряжении используются основы глагола и причастие, а также два ряда личных окончаний (в таблице ниже — слева окончание после согласной, справа — после гласной).
Главное ударение падает на приставку, на именную часть составных глаголов или на отрицательную частицу (если она есть). Если никаких из этих частей нет, ударение падает на приставки bi-, di-.
| Лицо | Ед. число | Множ. число |
| ---- | --------- | ----------- |
| 1-oe | -im/-m    | -in/-n      |
| 2-oe | -î/-yî    | -in/-n      |
| 3-e  | -e/ -     | -in/-n      |

| Лицо | Ед. число  | Множ. число |
| ---- | ---------- | ----------- |
| 1-oe | -am(a)/-ma | -an(a)/-na  |
| 2-oe | -ay(î)/-ya | -an(a)/-na  |
| 3-e  | -a/-ya     | -an(a)/-na  |

#### Изъявительное наклонение
Настоящее
Настоящее время образуется прибавлением ударной приставки di- к основе настоящего времени и основных личных окончаний. При отрицании di- заменяется на na- (у глаголов zanîn «знать» и karîn «быть способным, мочь» — на ni).
Будущее
Будущее время образуется путём прибавления к субъекту частиц wê, ê или dê. Местоимение tu может сливаться с ê, получая форму tê (наряду с tuê и tiwê), ew + ê — wê. Глагол имеет ударную приставку bi-, присоединяему к основе настоящего времени.
Прошедшее простое
Прошедшее время образуется прибавлением усечённых окончаний к ОПВ. При этом в 3-м лице е.ч., даже если основа оканчивается на согласный, используется нулевое окончание. Отрицание образуется ударной частицей ne- перед ОПВ.
Прошедшее продолженное
Продолженное (длительное) прошедшее время образуется прибавлением к формам простого прошедшего ударной приставки di-. В отрицательной форме приставка ne- прибавляется к глаголу перед di-.
Перфект
Перфект образуется от основы прошедшего времени с помощью ОПВ и глагола-связки в настоящем времени (если ОПВ оканчивается на согласную, к ней прибавляется i). Связка, соответственно, имеет форму для позиции после гласной. Отрицание образуется частицей ne перед ОПВ.
Плюсквамперфект
Плюсквамперфект образуется ОПВ с вставкой -i- и глаголом-связкой в простом прошедшем времени. Отрицание образуется частицей ne перед ОПВ.

#### Повелительное наклонение
Повелительное наклонение образуется прибавлением ударной приставки bi- и окончаниями -e, -in (если основа оканчивается на согласную) и нулевым окончанием в ед.ч. и -n вом мн.ч. (для основ на гласную). Отрицание образуется ударной частицей ne-, заменяющей частицу bi- или стоящей после префикса.

#### Сослагательное наклонение
Настоящее
Настоящее время сослагательного наклонения образуется ударной приставкой bi-, ОНВ и основными личными окончаниями.
Прошедшее
Прошедшее время сослагательного наклонения образуется ударной частицей bi-, ОПВ, вставкой -ib- и основными личными окончаниями.
Перфект в будущем
Эта форма образуется добавлением к субъекту частиц wê, ê или dê и глаголом в прошедшем сослагательном.

#### Условное наклонение
Прошедшее
Прошедшее время условного наклонения образуется ударной приставкой bi-, ОПВ и вторичными личными окончаниями. Глагол bûn не принимает bi- при спряжении. В отрицании bi- заменяется на ne-.
Перфект
Перфект в условном наклонении образуется частицей bi-, ОПВ, вставкой -i-, глаголом bûn в простом прошедшем условном. В отрицании bi- заменяется на ne-.

#### Страдательный залог
Страдательный залог образуется спрягаемым глаголом hatin «приходить», после которого ставится инфинитив смыслового глагола (после него может стоять частица -ê).